# 大阪桐蔭中学校・高等学校
大阪桐蔭中学校・高等学校（おおさかとういんちゅうがっこう・こうとうがっこう）は、大阪府大東市中垣内に所在する私立中学校・高等学校。
和歌山県和歌山市に所在する和歌山県立桐蔭中学校・高等学校と神奈川県横浜市青葉区に所在する桐蔭学園高等学校も甲子園の歴代優勝校だが、無関係である。

## 概要
昭和末期の生徒急増期だけ生徒を受け入れる臨時分校「大阪産業大学高等学校大東校舎」として、1983年（昭和58年）に設置された。
大東校舎は、大阪府知事から急増期の間だけの臨時の設置として認可されており、申請書の生徒募集計画の欄には、昭和64年度（1989年度）以降の募集はゼロであることと明記。「昭和63年4月の入学生が卒業する時点で閉鎖される前提」だったが、校章の桐から名付けた大東校舎だけの保護者会「桐友会」が1986年に結成され、卒業生1期生の保護者を中心に存続を求める動きが発生。臨時ではなく独立校としての認可を求めて、嘆願趣意書の署名を集める活動を桐友会が学校法人と展開した。結果、1988年2月17日に新たな「大阪桐蔭高等学校」設置が認可され 分離独立。4月7日に、第1回入学式が行われた。
建学の精神は「偉大なる平凡人たれ」。進学指導、スポーツ教育に力を入れる一方、「挨拶の励行」など人格面の指導にも力点を置く。教育目標は、「鼎立成りて碩量を育む」。学校法人大阪産業大学の中期事業計画（2019年度～2021年度）では「生徒のマナーの向上と挨拶の励行を促す。」としている。また、クラブ活動では系列の大阪産業大学附属高校と「スポーツクラブの交流を図る」「定期戦の実施も視野」としている。
1995年（平成7年）に「大阪桐蔭中学校」が併設され、中高一貫コースと高校からのコースがある。なお、高校I類とII類は勉強を最優先できるように、クラブ活動を週2日程度としている。III類はスポーツ推薦・藝術推薦による入学生。

## 沿革
団塊ジュニア世代の進学する1980年代の高校生急増期を控え、大阪府と大阪府私立中学校高等学校連合会（大阪私中高連）が協議し、高校生の受け入れ対策として「1983年度・1984年度には、私立学校も募集定員を増やす」方向で1979年（昭和54年）9月に合意した。
公立・私学とも従来の高校進学率の維持を基本とした上で、私学の高校生受け入れ努力・条件整備に対し、府も助成（へ努力）することが申し合わされており、募集定員増加を検討するよう私中高連から大阪府内の私学へ要請した。
学校法人大阪産業大学も、大阪産業大学高等学校（現・大阪産業大学附属高等学校）の募集定員の増加を検討したが新規受け入れの余裕がないとして、大阪産業大学のキャンパス敷地（大東市）を転用し、大阪産業大学高等学校の臨時分校を設置することを決めた。
まず分校設置届を1982年（昭和57年）8月10日付で大阪府に提出。収容定員に係わる学則変更認可申請書も1983年（昭和58年）1月20日に提出し、同年3月31日付で認可され、翌4月に「大阪産業大学高等学校大東校舎」が開校した。

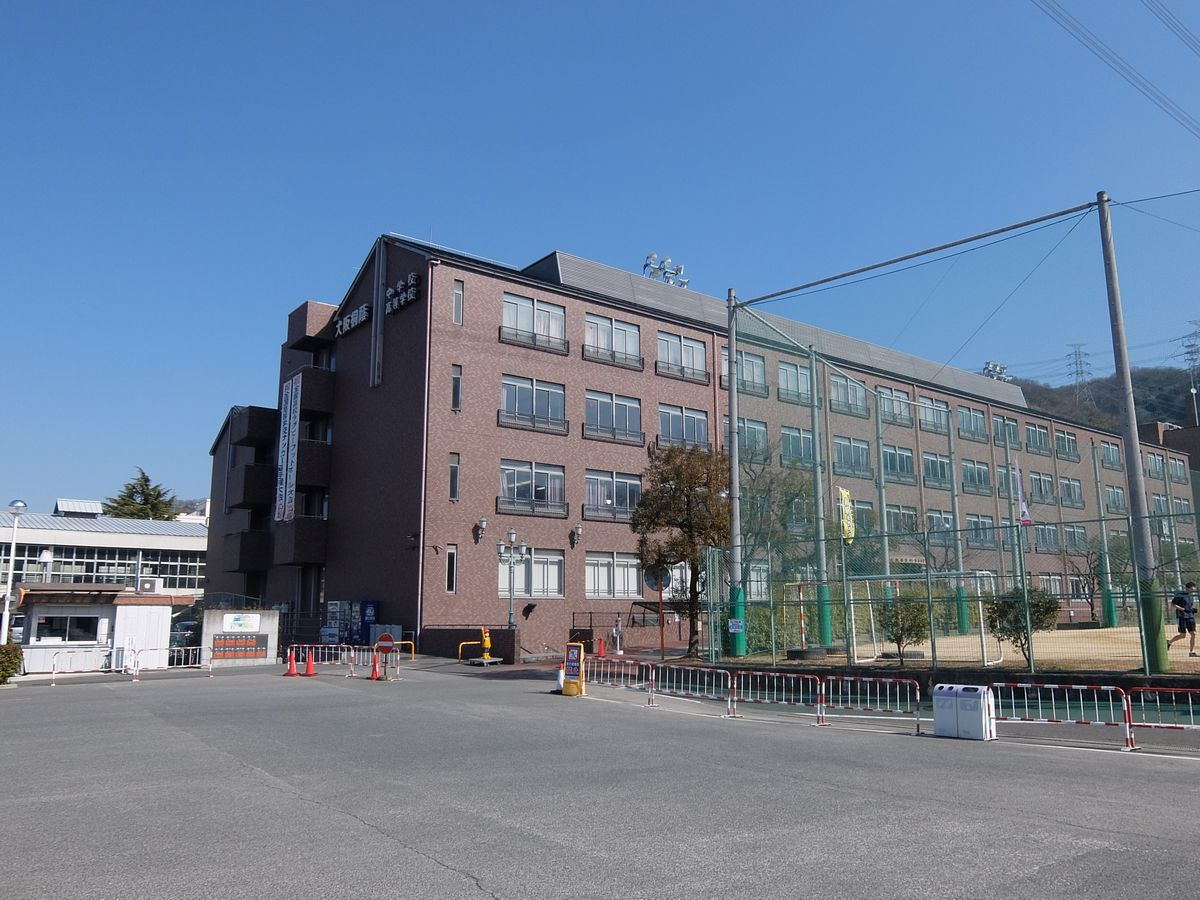
「東館」校舎。大阪産業大学高等学校大東校舎の校舎を1993年に建て替えた

大東校舎と同じく高校生受け入れ対策として、浪商高等学校高槻学舎（現・大阪青凌高等学校）と帝塚山学院泉ヶ丘高等学校と東海大学付属仰星高等学校（現・東海大学付属大阪仰星高等学校）が同じく4月に、金光第一高等学校（現・金光大阪高等学校）と関西創価高等学校が1982年に、初芝高等学校富田林学舎（現・初芝富田林高等学校）と四天王寺国際仏教高等学校（のちの四天王寺羽曳丘高等学校。2019年廃校）が1984年に新設されている。
その後、大東校舎は1988年に「大阪桐蔭高等学校」として独立。1995年（平成7年）に「大阪桐蔭中学校」も併設され、中高一貫校となった。なお、中学校は当初、英数選抜コース、英数コース、特進コースの3つのコースがあったが、2008年（平成20年）より特進コースを廃止し、英数選抜コースと英数コースの2コースのみとなった。

## 基礎データ

### 生徒数
高校1,842名（男子1,049名、女子793名）、中学校764名（男子412名、女子352名）
なお、2021年（令和3年）度の募集人員は、高校450名、中学校225名

### 諸費用
初年度の費用（授業料など）は、高校144万円、中学校169万円（いずれも2019年度）

### 環境
校舎は本館と東館があり、ともに幹線道路の国道170号の近くにある（本館は新170号、東館は旧170号）。通学は、その幹線道路を歩かなくてはいけない。
本館と東館の間に大阪産業大学の中央キャンパスがあるため、両館を行き来する際はキャンパス内を通り抜ける。または、大学横の小道を歩く。
授業は本館で行うが、一部の学年は東館で学習する（入学年度によって変わり、高入生と一貫生が異なる校舎に居る場合もある)。

### 交通アクセス
最寄り駅は、JR西日本学研都市線（片町線）野崎駅（各駅停車のみ）。バス通学者も多いが、住道駅（野崎駅の隣の駅。快速停車駅）からレンタサイクル「駅リンくん」を利用する教員・生徒も多い。

#### 鉄道
- JR野崎駅より徒歩23分

#### バス
バスターミナルから本館の校門まで、徒歩で約10分かかる。
- 直通シャトルバス：JR住道駅から大阪産業大学までが運行されている。支払いは、現金ではなく利用券（1回50円）で、学生証の提示が必要[10]。
- 路線バス：近鉄バス「産業大学前」。JR住道駅・JR四条畷駅方面および近鉄けいはんな線新石切駅・近鉄奈良線東花園駅[11] 方面から利用できる。

## 授業
1期生は「自分の学力でも入れる」「新設の分校で合格しやすい」「親が大学進学を勧めるので付属高校」といった理由で入学した生徒が多いため、学校側は学習習慣を定着させることから開始。3期生が入学し、3学年が揃った1985年（昭和60年）度、生徒に自信と意欲を沸かせるため普通科普通コースを「特進コース」と改称し、7月に竣工の「大阪産業大学高等学校岬研修センター」（大阪府岬町）を利用して「受験対策合宿」を実施した。結果、推薦入試だが、大阪産業大学のほかにも近畿大学や京都産業大学などに合格する生徒が出ており、以後も夏の行事として定例化している。
通常の授業は1時限50分間。その年の学年によって全くカリキュラムが異なり、外部講師も多い。
高校2年生の時点で高校の履修課程をほぼ終了させるため、水曜6時限、月曜から金曜まで7時限、土曜6時限（1年生のみ毎回5時限）まである。このため夏休みは2週間、冬休み・春休みは1週間ほどしかない。

### 設置コース

#### 高校
- I類 - 東京大学、京都大学や国公立大学医学部など難関大学を目指す。
- II類 - 国公立大学を目指す。
- III類 - 体育・芸術で専門性を高め、全国の頂点を目指す。

#### 中学校
- 英数選抜 (ES) コース
- 英数 (E) コース

## 部活動

### 野球部
- 全国高等学校野球選手権大会：出場12回・41勝7敗・優勝5回
- 選抜高等学校野球大会：出場15回・36勝10敗・優勝4回
- 通算：出場27回・77勝17敗・優勝9回（他に交流試合で勝利を挙げている）

1988年（昭和63年）の開校とともに「体育コース」の生徒を主として創部。創部時の3年生だった今中慎二が同年のドラフト会議で中日ドラゴンズから1位指名されて校名が知られ始める。1991年（平成3年）には春のセンバツ大会、夏の選手権大会ともに甲子園初出場。1991年春（第63回）は、エース和田友貴彦が1回戦の仙台育英高校戦でノーヒットノーランを達成し、ベスト8に進出した。夏（第73回）では、大野倫を擁する沖縄水産高校に決勝スコア13-8で勝利し、初出場・初優勝した。創部4年目で夏の全国制覇は史上最速。
2008年夏（第90回）では、決勝スコア17-0で常葉菊川高校に圧勝し2度目の全国制覇。大阪勢としても1991年の同校以来17年ぶり夏の選手権大会での全国制覇となった。
2012年春（第84回）では決勝スコア7-3で光星学院高校に勝利し春のセンバツ初優勝と3度目の全国制覇。大阪勢としては1993年春（第65回）の上宮高校以来19年ぶり春のセンバツ大会で全国制覇となった。
同年夏（第94回）も春夏連続し決勝戦に進出。対戦相手は奇しくも同年春センバツ大会準優勝の光星学院高（甲子園大会の決勝戦で春夏連続同一カードは史上初）で、決勝スコア3-0で光星学院高に再び勝利し、史上7校目の春夏連覇を達成 し、同校としても4度目の全国制覇となった。なお秋の岐阜国体でも優勝（ 仙台育英高校と同時優勝）し、松坂大輔を擁した横浜高校以来となる史上3校目の「三冠」となった。
2014年夏（第96回）では決勝スコア4-3で三重高校に勝利し春夏通算5度目の全国制覇。大阪勢2年ぶり夏の選手権大会での全国制覇となった。

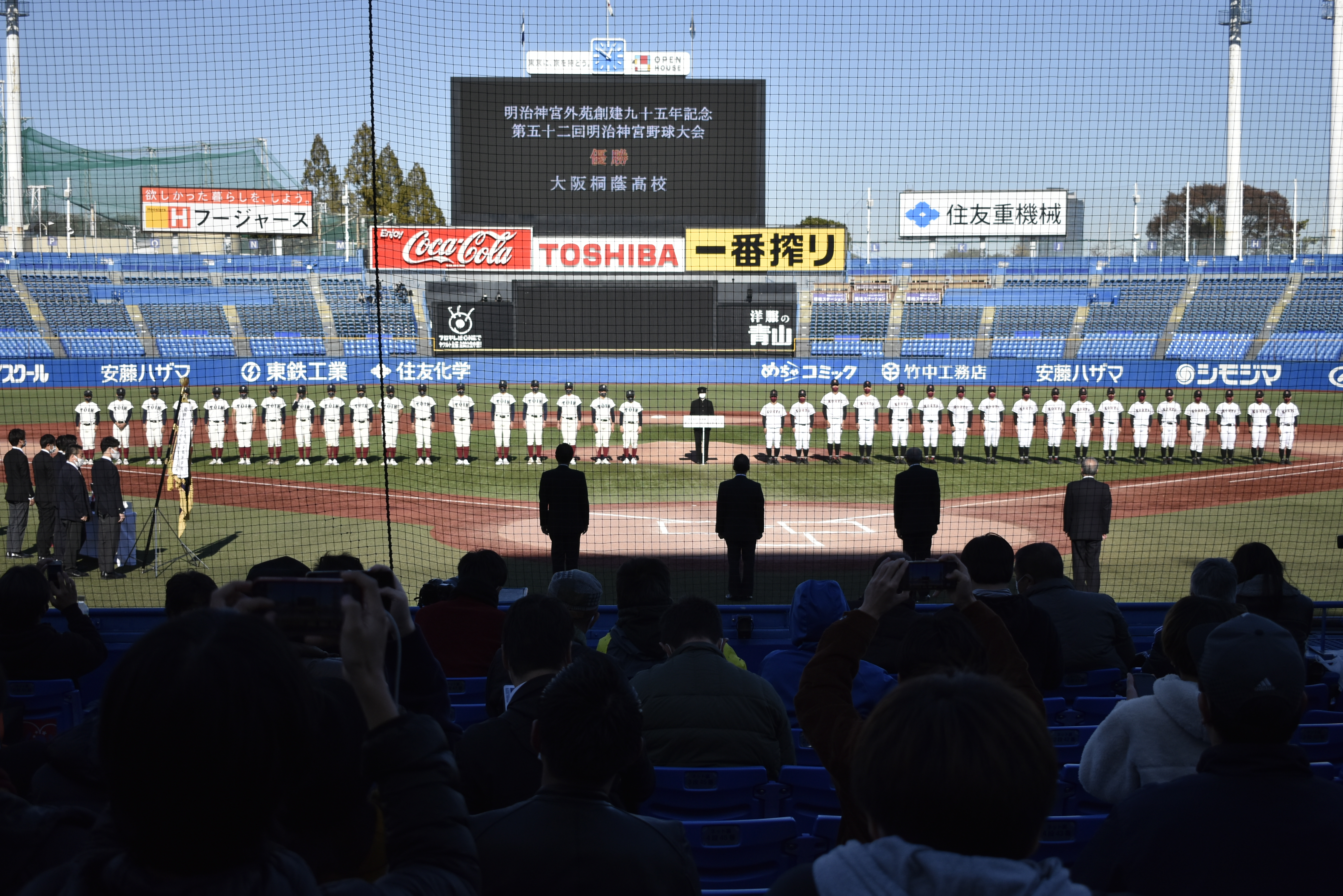
明治神宮外苑創建九十五年記念 第52回 明治神宮野球大会 2021年11月25日

2017年春（第89回）では履正社高校と史上初の大阪決戦。スコア8-3で勝利し春夏通算6度目の全国制覇、大阪勢5年ぶり春のセンバツ大会での優勝となった。
2018年春（第90回）では決勝スコア5-2で智辯和歌山高校に勝利し春夏通算7度目の全国制覇および史上3校目となる春連覇 で、春夏両方で第90回記念大会の覇者となった。
同年夏（第100回）も春夏連続して決勝戦に進出。決勝スコア13-2で金足農業高校に勝利し、春夏通算8度目の全国制覇。史上初となる2度目の春夏連覇を果たしている。秋の福井国体でも優勝（ 4校優勝）、史上初2度目の「三冠」を達成した。
2020年春（第92回）は新型コロナの世界的蔓延のため中止となったが、代替となる交流試合では東海大相模高校を破っている。
2021年秋の近畿大会で優勝を果たし、近畿地区代表として出場した神宮大会において決勝進出を果たし、中国地区代表の広陵高校に勝利して初優勝。この優勝で、春の甲子園、夏の甲子園、国体に続いて、史上8校目の4大大会制覇を達成した。
2022年春（第94回）では決勝スコア18-1で近江高校に勝利し、春夏通算9度目の全国制覇を達成した。また、2022年度秋季近畿地区高等学校野球大会大阪府予選では、決勝スコア7-0で履正社高校に勝利し、19年～22年と秋季府大会4連覇を達成し、自校が持つ記録を更新するとともに、府大会の連覇最長記録も更新した。11月24日に行われた明治神宮野球大会決勝戦では大阪桐蔭が広陵（広島）を6-5で逆転し、大会史上初めて2連覇した。

### 吹奏楽部
2005年（平成17年）、同校野球部の応援のため発足。この年、関西吹奏楽コンクールに出場し「優秀賞」。当時の部員数は20数名程度であった。
2006年、梅田隆司が総監督に就任すると創部から僅か2年で全日本吹奏楽コンクール全国大会初出場（銀賞）を達成する。創部から僅か2年での全国大会出場は歴史上最速記録である。
2008年には、全日本マーチングコンテスト全国大会に初出場を果たす（以後、同コンテストに通算5回出場し、「金賞」4回受賞）。
2009年には全日本吹奏楽コンクールにおいて同部初となる金賞を全体一位の成績で受賞。この年、自由曲として演奏した世俗カンタータ「カルミナ・ブラーナ」（オルフ（J.クランス　編））は特に名演として語り継がれている。
2012年には、初の海外遠征となるオーストリア「ウィーン国立歌劇場」公演を敢行。同劇場においては、これがアマチュアの高校生として初の単独公演であった。さらに、このとき第15回ミッド・ヨーロッパ国際青少年吹奏楽祭に初出場し、全部門「総合グランプリ」受賞している。
2015年には米カーネギーホールにおいてコンサートを実施。2017年には再びオーストリアに赴き、ウィーン国際青少年音楽祭吹奏楽部門コンクールで「第1位」を受賞している。
また、特色のある活動内容が大きな話題となり、メディアへの露出も極めて多い。名だたる歌手方々とコラボすることも多く、2021年にはYOASOBIの配信ライブUT×YOASOBI 『SING YOUR WORLD』にも参加し、「ハルカ」、「群青」の2曲を演奏している。

### 男子サッカー部
2005年（平成17年）に創部。2007年全国高等学校総合体育大会初出場。2008年も総体2年連続出場でベスト8、全国高等学校サッカー選手権大会に初出場した。

### 女子サッカー部
2006年（平成18年）に創部。2007年全国大会出場、2011年第20回全日本高等学校女子サッカー選手権大会で準優勝した。

### ラグビー部
- 全国高等学校選抜ラグビーフットボール大会：出場8回・優勝1回・準優勝2回
- 全国高等学校ラグビーフットボール大会：出場14回・優勝1回・準優勝1回

1988年（昭和63年）に創部。「WHIRL WIND」（白い旋風）というニックネームを持つ。1995年（平成7年）に国体、花園初出場。2013年春の選抜大会で初優勝。2015年春の選抜大会で準優勝。2017年花園で準優勝、翌2018年花園で優勝した。
| 試合     | 勝敗 | 結果  | 対戦校   |
| -------- | ---- | ----- | -------- |
| 2回戦    | ○    | 86-7  | 土佐塾   |
| 3回戦    | ○    | 90-0  | 玉島     |
| 準々決勝 | ○    | 38-17 | 報徳学園 |
| 準決勝   | ○    | 31-17 | 流経大柏 |
| 決勝     | ○    | 26-24 | 桐蔭学園 |

### ゴルフ部
1999年（平成11年）男子ゴルフ部が第20回全国高等学校ゴルフ選手権大会にて優勝した。

### 男子バスケットボール部
2014年（平成26年）に全国高等学校総合体育大会バスケットボール競技大会に初出場。

### 女子バスケットボール部
2014年（平成26年）に全国高等学校総合体育大会バスケットボール競技大会とウインターカップに初出場。2017年のウインターカップで初優勝した。

### 陸上競技（旧・駅伝）部
2011年（平成23年）に駅伝部として創部（2012年陸上競技部へ名称変更）。全国高校駅伝では2013年11月の大阪男子予選で初優勝、同年12月に都大路へ初出場している（総合成績22位）。

## 不祥事

### 裏金5億円超、受験料や教科書費を流用
2015年（平成27年）3月24日、大阪桐蔭中学・高校の裏金不正流用問題が、内部告発により発覚した。その裏金の大部分は、生徒の保護者より必要額より過剰に徴収した進研模試の受験料、教科書購入費用（教材費）が主な出所となり、その裏金は初代校長やその娘の個人口座など数々の場所に隠され、その額は5億円を超えると見られている。
裏金は、タクシー代・飲食費・塾関係者等への接待費、ほかゴルフ用品・エルメス等高級ブランド品（スカーフ・バッグなど）や贈答品などの購入に当てられていた。
この問題を重く見た大阪府は、同年3月26日に「保護者に返すべき金の流用で非常に悪質」との理由で、私学補助金減額処分の要件である「管理運営が著しく適正を欠いている場合」に該当と判断。結果2015年度に大阪桐蔭へ支給予定だった6億6000万円の補助金を、過去最大の20％（約1億3000万円）減額する事を決定した。
同年4月9日、この問題で同じ学校法人傘下にある大阪産業大学教職員組合は、大阪地方検察庁特別捜査部に関係者2名を業務上横領の容疑で刑事告発。2016年4月に大阪地検は嫌疑不十分により不起訴処分としたが、翌年5月に不起訴処分を不当として審査を求める申立書を大阪産業大学教職員組合が大阪検察審査会に提出した。

### ザル会計と情実人事、塾経営女性を法人幹部に
長年「ザルのような会計処理」が続いた要因は初代校長の情実人事にあるという。初代校長は硬式野球部に注力し強豪校に成長させ、「京都大学に年50人合格させる」と標榜する宣伝で受験者を増やしマンモス校へ成長させるなど「対外的な名声を得ることに腐心」する〝剛腕〟運営で権力を集中。中高一貫教育の導入とともに学校法人の理事になり、2008年6月に副理事長となった。母体大阪産業大学の設備は古いままながら、学校法人の資金を大阪桐蔭に集中させ、吹奏楽部員200人超が練習できる「シンフォニックホール」や、収容3000人の体育館「桐蔭アリーナ」など豪華施設も建設された。
産経新聞が入手した内部文書や関係者の話によると、初代校長は懇意の塾経営者の女性を大阪桐蔭中学の教頭に就任させ、2008年6月に法人の事務局長に出世させた。元教職員の男性は「人事を初代校長が牛耳っていた。好きな教職員は囲い込み、嫌いな教職員は大産大付属高校などに飛ばしていた」と産経新聞に打ち明けており、別の教職員も「現在の法人内部にも初代校長のお気に入りがそろっている。裏金問題の全容が解明できるとは思えない」と話している。

### 男子ゴルフ部で賭けゴルフ、暴力
クラブ活動の男子ゴルフ部で「賭けゴルフ」が横行し、全員が練習中に数百円ずつを賭けて何回もプレーしていた。上級生からの暴力があったほか、「恐喝された」と申告もあった。

### やらせ受験・水増し偏差値・学費免除骨抜き
成績優秀な生徒に謝礼を払い、大阪産業大学を受験だけさせた。産大は入試成績の上位者10％の授業料を免除しているが、その10％を大阪桐蔭の生徒が占めることで、偏差値を水増しした上、学費免除制度も骨抜きにする「悪質で姑息なやり口」で、2013年に発覚した。

## 著名な出身者

### 野球
- 今中慎二 - 1988年度
- 桐山明佳 - 1988年度
- 萩原誠 - 1991年度
- 背尾伊洋 - 1991年度
- 渕脇芳行 - 1992年度
- 川井貴志 - 1994年度
- 森本学 - 1995年度
- 北川利之 - 1996年度
- 谷口悦司 - 1997年度
- 福井強 - 1998年度
- 水田圭介 - 1998年度
- 桟原将司 - 2000年度
- 中村剛也 - 2001年度
- 岩田稔 - 2001年度
- 西岡剛 - 2002年度
- 三島輝史 - 2003年度
- 生島大輔 - 2004年度
- 高島毅 - 2004年度
- 辻内崇伸 - 2005年度
- 平田良介 - 2005年度
- 丸毛謙一 - 2006年度
- 中田翔 - 2007年度
- 岡田雅利 - 2007年度
- 浅村栄斗 - 2008年度
- 江村直也 - 2010年度
- 西田直斗 - 2011年度
- 山足達也 - 2011年度
- 藤浪晋太郎 - 2012年度
- 澤田圭佑 - 2012年度
- 森友哉 - 2013年度
- 中村和希 - 2013年度
- 香月一也 - 2014年度
- 正隨優弥 - 2014年度
- 青柳昴樹 - 2015年度
- 福田光輝 - 2015年度
- 高山優希 - 2016年度
- 徳山壮磨 - 2017年度
- 泉口友汰 - 2017年度
- 根尾昂 - 2018年度
- 藤原恭大 - 2018年度
- 横川凱 - 2018年度
- 柿木蓮 - 2018年度
- 中田惟斗 - 2019年度
- 仲三河優太 - 2020年度
- 池田陵真 - 2021年度
- 松浦慶斗 - 2021年度
- 松尾汐恩 - 2022年度
- 前田悠伍 - 2023年度
- 井上大 - アマチュア野球選手
- 沢村通 - アマチュア野球選手
- 廣畑実 - アマチュア野球選手
- 水本弦 - アマチュア野球選手
- 大西崇之 - 1987年度中退

### サッカー
- 阿部浩之
- 満生充
- 高須英暢
- 福村貴幸
- 江口直生
- 田中パウロ淳一
- 三浦弦太
- 白井康介
- 松木政也
- 丹羽詩温
- 久保田和音
- 立花凌
- 黒川圭介
- 菊井悠介
- 神戸康輔
- 西矢健人
- 深澤佑太
- 森田有加里

### ラグビー
- 綾部正史
- 高柳健一
- 北川勇次
- 松井祥寛
- 四至本侑城
- 西原忠佑
- 竹内琢恭
- 山本将太
- 山本昌太
- 川崎大翔
- 藤田タリグ洋一
- 田中健太
- 小林広人
- 谷峻輔
- 岡田優輝
- 吉田杏
- 林泰基
- 和田大輔
- 喜連航平
- 中村大志
- 渡邊彪亮
- 垣本竜哉
- 古畑翔
- 三竹康太
- 高橋在人
- 松山光秀
- 田中伸弥
- 杉山優平
- 松本健留
- 清水岳
- 紙森陽太
- 宮宗翔
- 松山千大
- 上山黎哉
- 髙本幹也
- 三島琳久
- 江良颯
- 奥井章仁
- 吉田敢太
- 利川桐生

### 陸上競技
- 多田修平 - 陸上競技選手
- 中村祐紀 - 元陸上競技選手
- 中村友哉 - 陸上競技選手（祐紀の実弟、2学年下）
- 福田翔大 - 陸上競技選手

### ゴルフ
- 南出仁寛
- 宮里聖志
- 宮里優作
- 山下美夢有（2022年年間女王）

### バスケットボール
- 西岡里紗
- 竹原レイラ
- 永井唯菜
- 山本雪鈴

### 芸能
- 伊藤明日香 - 元山口朝日放送アナウンサー
- 岡副麻希 - フリーアナウンサー、タレント
- 北川まみ - フリーアナウンサー
- 小林将純 - NHK佐賀放送局アナウンサー
- 龍見 - 札幌吉本所属タレント
- 紫乃加りあ - 元宝塚歌劇団所属
- 津田理帆 - 朝日放送テレビアナウンサー
- 中将タカノリ - シンガーソングライター、音楽評論家
- 弘松優衣 - 元石川テレビ放送アナウンサー
- 牧野結美 - 元静岡朝日テレビアナウンサー
- 松村沙友理 - 女優・タレント（元乃木坂46）[43]
- こじまラテ - 大阪吉本所属タレント

### その他
- 田端良基 - YouTuber、在学時は野球部に所属
- 竹原真敬（竹原虎辰） - ヘビー級プロボクサー
- 浅田斉吾 - ダーツプレイヤー
- 戸村光 - 起業家
- 山本正喜 - 起業家、Chatwork創業者・社長CEO
- 山本景 - 交野市長、元交野市議会議員、元大阪府議会議員[44][45][46][47]
- 川田翔子 - 八幡市長

## 著名な教職員・関係者
- 長沢和雄 - 同校硬式野球部元監督
- 西谷浩一 - 同校硬式野球部監督
- 森本達幸 - 同校硬式野球部総監督
- 梅田隆司 - 吹奏楽部総監督